# Mertensia bracteata
Mertensia bracteata là loài thực vật có hoa trong họ Mồ hôi. Loài này được (Willd. ex Schult.) Kamelin mô tả khoa học đầu tiên năm 2009.